# دستور إسرائيل

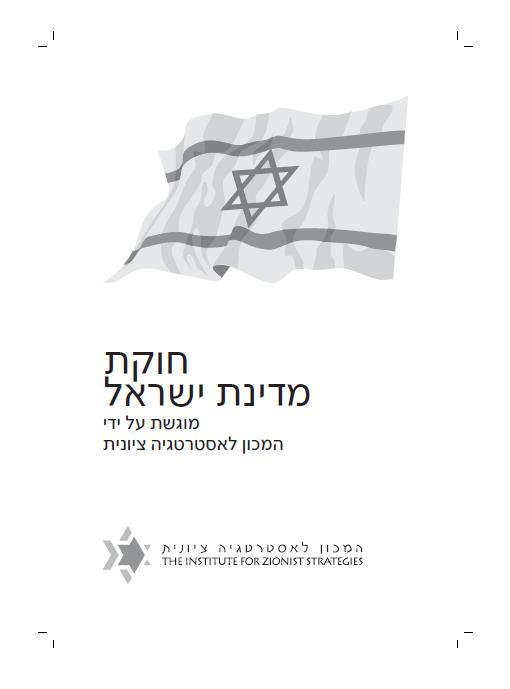
صفحة الغلاف لمشروع الدستور الإسرائيلي المقترح من قبل معهد الإستراتيجيات الصهيونية

لدولة إسرائيل دستور غير مكتوب، وبدلاً من الدستور الرسمي المكتوب ووفقاً لقرار هراري الصادر في 13 يونيو عام 1950 الذي تم تبنيه من الجمعية التأسيسية الإسرائيلية، سنت دولة إسرائيل عدة قوانين أساسية في إسرائيل تتعامل مع الترتيبات الحكومية ومع حقوق الإنسان.  حكم رئيس المحكمة العليا الإسرائيلية أهارون براك بأن القوانين الأساسية يجب أن تعتبر دستور الولاية، وأصبح هذا هو النهج المشترك طوال فترة ولايته (1995-2006).  ومن معارضي هذا النهج زميل باراك ، قاضي المحكمة العليا ميشائيل شيشين . [بحاجة لتوضيح]
وفقا لإعلان الاستقلال في 14 مايو 1948، كان يجب على الجمعية التأسيسية إعداد دستور بحلول 1 أكتوبر 1948، نتج التأخير والقرار النهائي في 13 يونيو 1950 بتشريع دستور فصلا تلو الآخر بشكل أساسي عن عدم قدرة المجموعات المختلفة في المجتمع الإسرائيلي على الاتفاق على هدف الدولة وهويتها وروئتها على المدى الطويل، إلى جانب معارضة ديفيد بن غوريون نفسه.
وقد دعت هيئات مختلفة في إسرائيل إلى إصدار دستور رسمي كوثيقة واحدة، وقدمت أفكارًا ومشروعًا للنظر فيه.[بحاجة لمصدر]

## روابط خارجية
- الدستور من موقع الكنيست
- الدستور على المكتبة الافتراضية اليهودية